# Besakih
Besakih is een bestuurslaag in het regentschap Karangasem van de provincie Bali, Indonesië. Besakih telt 6814 inwoners (volkstelling 2010).